# 真相 (獵鷹與酷寒戰士)
〈真相〉（英語：Truth）是美國超級英雄類型的迷你網路影集《獵鷹與酷寒戰士》的第五集，本集由達蘭·穆森編劇，卡莉·斯考格蘭德執導，於2021年4月16日在Disney+首播。本集为漫威電影宇宙的系列作品之一，與漫威電影宇宙系列電影處於同一架空世界和共同世界。安東尼·麥奇和賽巴斯汀·史坦繼續分別飾演在漫威電影宇宙系列電影中的角色「獵鷹」山姆·威爾森和「酷寒戰士」巴奇·巴恩斯，主演還包括艾蜜莉·芬凱普、懷特·羅素、艾琳·凱莉曼、茱莉·路易絲-卓佛、佛羅倫絲·卡森巴、丹尼·拉米瑞茲、喬治·聖皮埃爾、阿德普波·奥杜耶和丹尼爾·布爾。

## 劇情
山姆·威爾森和巴奇·巴恩斯希望約翰·沃克能交出盾牌，沃克執意不肯，雙方發生衝突。山姆的飛行翼被沃克折斷，巴奇在爭鬥中趁勢打折沃克的左臂，搶下盾牌，交給山姆。巴奇在蘇科維亞找到赫穆·齊莫並將他轉交給艾歐率領的朵拉親衛隊，齊莫被押送至浮島監獄。臨行前，巴奇請求艾歐幫忙。美國政府對沃克的行為向他作出處罰，他被迫接受非榮譽退伍，同時被剝奪「美國隊長」的稱號。隨後，沃克遇到女伯爵瓦倫緹娜·艾蕾格拉·德芳亭。瓦倫緹娜認同他的行為，支持他注射超級士兵血清，鼓勵他繼續做自己認為正確的事，消滅旗幟破壞者，並要求他保持聯繫。
山姆將受損的飛行翼留給維堅·托雷斯，獨自回到美國探訪以賽亞·布拉德利。布拉德利向山姆講述自己過去援救同樣被作為實驗對象的戰友，然後遭受政府的監禁。山姆前往路易斯安那州的德拉克鲁瓦，回到姐姐莎拉的家中，和鄰居一起幫助她修補漁船。巴奇前來探望山姆，給他帶來瓦干達人製作的禮物，並幫助他訓練使用盾牌。
雪倫·卡特幫助喬治·巴作克出獄。在巴作克的武力支援下，卡莉·摩根索帶領眾多旗幟破壞者成員，計劃在紐約對全球遣返委員會發起襲擊。山姆從托雷斯口中得知旗幟破壞者出現在紐約後，打開巴奇送來的箱子。
在片尾彩蛋中，沃克用廢舊金屬仿照美國隊長的盾牌樣式打造出一面新盾牌，上面嵌有他所獲得的軍事勳章。

## 製作

### 開發
2018年10月，漫威影業正式宣佈開發以「獵鷹」山姆·威爾森和「酷寒戰士」巴奇·巴恩斯為主要角色的迷你網路影集，安東尼·麥奇和賽巴斯汀·史坦分別回歸出演「獵鷹」山姆·威爾森和「酷寒戰士」巴奇·巴恩斯。麥爾坎·斯貝爾曼被聘為首席編劇。2019年4月，漫威公佈影集的正式片名為《獵鷹與酷寒戰士》（The Falcon and the Winter Soldier）。5月，卡莉·斯考格蘭德確認執導全部6集。執行製作人包括凱文·費吉、路易斯·德·埃斯波西托（Louis D'Esposito）、維多莉亞·阿隆索、內特·摩爾（Nate Moore）、卡莉·斯考格蘭德和麥爾坎·斯貝爾曼:15。本集由達蘭·穆森編劇。本集標題「真相」取自漫畫《真相：红色、白色和黑色》，該漫畫主要講述以賽亞·布拉德利的故事。

### 選角

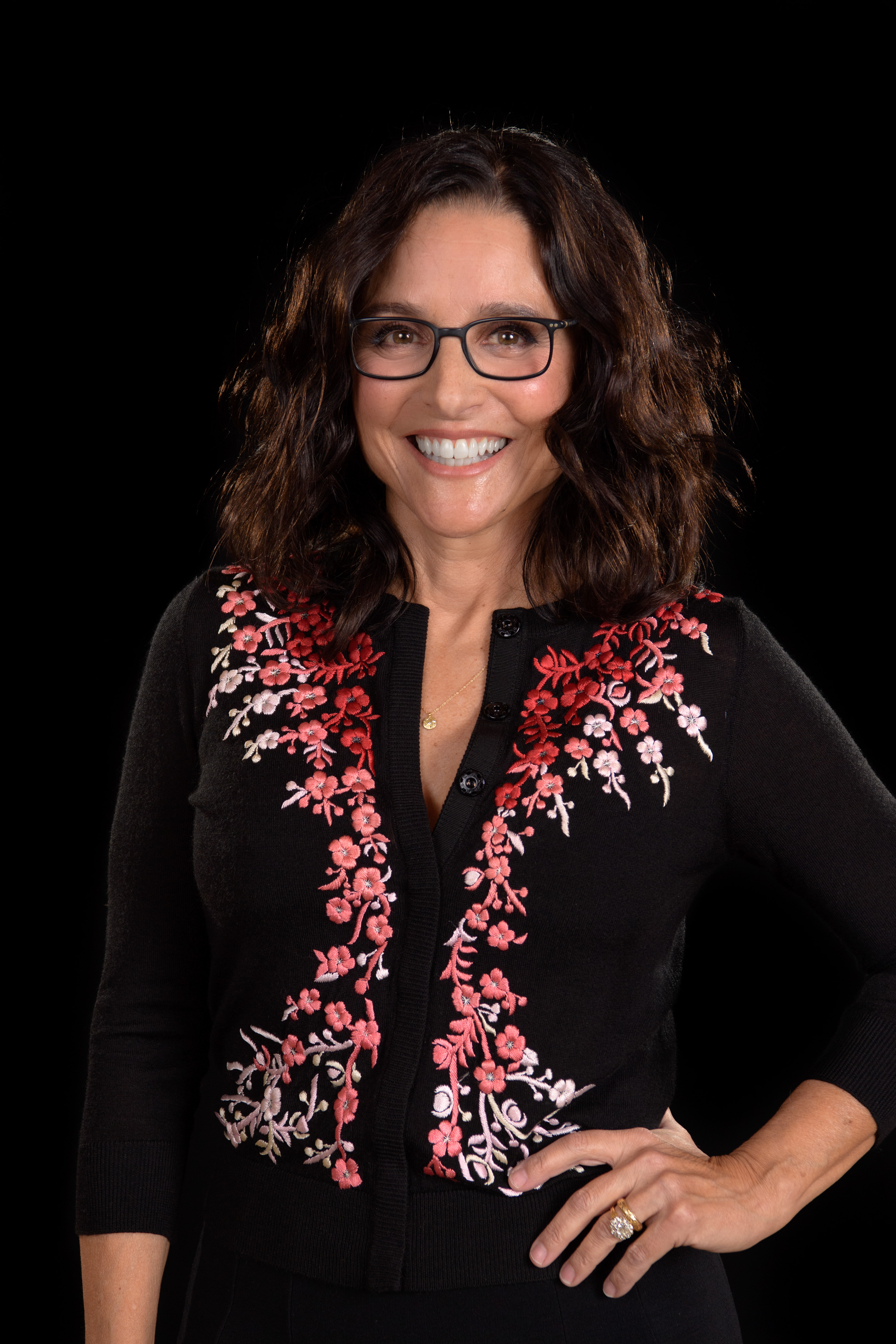
茱莉·路易絲-卓佛飾演瓦倫緹娜·艾蕾格拉·德芳亭

本集的主要角色包括安東尼·麥奇飾演的「獵鷹」山姆·威爾森、賽巴斯汀·史坦飾演的「酷寒戰士」巴奇·巴恩斯、艾蜜莉·芬凱普飾演的雪倫·卡特、懷特·羅素飾演的約翰·沃克、艾琳·凱莉曼飾演的卡莉·摩根索、茱莉·路易絲-卓佛飾演的瓦倫緹娜·艾蕾格拉·德芳亭、佛羅倫絲·卡森巴飾演的艾歐、丹尼·拉米瑞茲飾演的維堅·托雷斯、喬治·聖皮埃爾飾演的喬治·巴作克、阿德普波·奥杜耶飾演的莎拉·威爾森（Sarah Wilson）以及丹尼爾·布爾飾演的赫穆·齊莫:53:32–54:09。瓦倫緹娜·艾蕾格拉·德芳亭原計劃在2021年電影《黑寡婦》中首次出現於漫威電影宇宙，因應2019冠狀病毒病疫情，漫威電影宇宙第四階段的影視項目上映或播出時間以及順序幾經調整，該角色因此首次出現於本集之中。
克萊·本尼特飾演萊瑪·霍斯金／戰星。卡爾·魯伯利飾演以賽亞·布拉德利。戴斯蒙·詹、丹妮·迪特（Dani Deetté）和英迪亞·布西（Indya Bussey）分別飾演旗幟破壞者成員多維奇（Dovich）、琪琪（Gigi）和迪迪（DeeDee）。瑞尼·里維拉（Renes Rivera）飾演倫諾斯（Lennox）。泰勒·迪恩·弗洛雷斯（Tyler Dean Flores）飾演迪亞哥（Diego）。蔡斯·里弗·麥吉（Chase River McGhee）和亞倫·海恩斯（Aaron Haynes）飾演山姆·威爾森的外甥卡斯（Cass）和AJ。蓋柏莉·比恩德洛斯（Gabrielle Byndloss）飾演約翰·沃克的妻子奧莉薇亞·沃克（Olivia Walker）。珍妮莎·亞當斯-金亞德和佐拉·威廉斯（Zola Williams）分別飾演朵拉親衛隊成員諾姆布蕾（Nomble）和亞瑪（Yama）。伊萊亞·理查森（Elijah Richardson）飾演伊萊·布拉德利。塞勒姆·墨菲（Salem Murphy）飾演全球遣返委員會代表、印度首相勒贡特（Lacont）。珍·藍保亞（Jane Rumbaua）飾演全球遣返委員會菲律賓代表艾拉（Ayla）。諾亞·米爾斯飾演尼可（Nico）。

### 拍攝
主體拍攝於2019年10月31日在喬治亞州亞特蘭大的松林製片廠開機。卡莉·斯考格蘭德擔當導演，P·J·迪倫（P.J. Dillon）擔當攝影指導:15。製作組還在亞特蘭大都會區和捷克布拉格完成外景拍攝。

### 特效
後期特效製作公司包括、和:56:46–56:62。

## 發行
〈真相〉於2021年4月16日在Disney+首播。

## 迴響
〈真相〉得到整體好評。根据評論匯總网站爛番茄汇总的29篇评论文章，100%的评论家给予该作正面评价，使之獲得「認證新鮮」標識，平均打分为8.4分（满分10分）。

## 資料來源
1. ↑  Kroll, Justin; Otterson, Joe. . Variety. 2018-10-30  [2018-10-31]. （原始内容存档于2018-10-31） （美国英语）.
2. ↑  Boucher, Geoff; Hipes, Patrick. . Deadline Hollywood. 2018-10-30  [2018-10-31]. （原始内容存档于2018-10-31） （美国英语）.
3. ↑  Dinh, Christine. . Marvel.com. 2019-04-12  [2019-04-12]. （原始内容存档于2019-04-12） （美国英语）.
4. 1 2  Fleming Jr, Mike. . Deadline Hollywood. 2019-05-20  [2019-05-20]. （原始内容存档于2019-05-20） （美国英语）.
5. 1 2   (PDF). Disney Media and Entertainment Distribution.   [2021-03-15]. （原始内容存档 (PDF)于2021-03-15） （美国英语）.
6. ↑  Sepinwall, Alan. . Rolling Stone. 2021-04-16  [2021-04-16]. （原始内容存档于2021-04-16） （美国英语）.
7. ↑  Chin, Daniel. . The Ringer. 2021-04-16  [2021-04-17]. （原始内容存档于2021-04-17） （美国英语）.
8. 1 2  Kolstad, Derek. . . 第1季. 第5集. 2021-04-16  [2021-04-17]. Disney+. （原始内容存档于2021-04-24） （美国英语）.片尾演職員表於52:09開始。
9. ↑  Robinson, Joanna. . Vanity Fair. 2021-04-16  [2021-04-16]. （原始内容存档于2021-04-16） （美国英语）.
10. ↑  Anderson, Jenna. . ComicBook.com. 2019-10-31  [2019-11-01]. （原始内容存档于2019-11-01） （美国英语）.
11. ↑  Perine, Aaron. . ComicBook.com. 2019-10-20  [2019-10-21]. （原始内容存档于2019-10-20） （美国英语）.
12. ↑  Raftery, Brian. . Men's Health. 2019-06-26  [2019-10-21]. （原始内容存档于2019-06-26） （美国英语）.
13. ↑  2019年11月至2020年2月，製作組在亞特蘭大進行拍攝作業的資料來源：
  - Walljasper, Matt. . Atlanta. 2019-11-27  [2020-04-03]. （原始内容存档于2019-12-11） （美国英语）.
  - Walljasper, Matt. . Atlanta. 2019-12-30  [2020-04-03]. （原始内容存档于2020-03-02） （美国英语）.
  - Walljasper, Matt. . Atlanta. 2020-01-31  [2020-04-03]. （原始内容存档于2020-03-02） （美国英语）.
  - Walljasper, Matt. . Atlanta. 2020-02-29  [2020-03-02]. （原始内容存档于2020-03-02） （美国英语）.
14. ↑  Perine, Aaron. . ComicBook.com. 2020-10-10  [2020-10-10]. （原始内容存档于2020-10-10） （美国英语）.
15. ↑  Frei, Vincent. . Art of VFX. 2021-03-16  [2021-03-19]. （原始内容存档于2021-03-19）.
16. ↑  . The Futon Critic.   [2021-04-16]. （原始内容存档于2021-04-16） （美国英语）.
17. ↑  . Rotten Tomatoes. Fandango Media.   [2022-02-28] （美国英语）.

## 外部連結
- 互联网电影数据库上真相的资料（英文）